# 島根県立浜山公園
島根県立浜山公園は、島根県出雲市の浜山にある公園。最寄り駅は浜山公園北口駅。

## 概要
1974年に野球場が完成、1982年のくにびき国体開催に向けスポーツ施設を整備、現在は球技場や体育館なども整備されており、事実上の総合運動公園となっている。
自家用車等でアクセスする場合は、東からは島根県道28号出雲大社線から、西からは島根県道162号大社立久恵線または国道431号などから入るが、島根県立大社高等学校がある南側に駐車場等の設備がある。公園北側が島根県道161号斐川出雲大社線に面しているが、こちらからは車両が入れないので注意が必要である。

## 施設
- 陸上競技場
  - 補助競技場
- 野球場
- 少年野球場
- 球技場
- 体育館（島根県立浜山体育館）

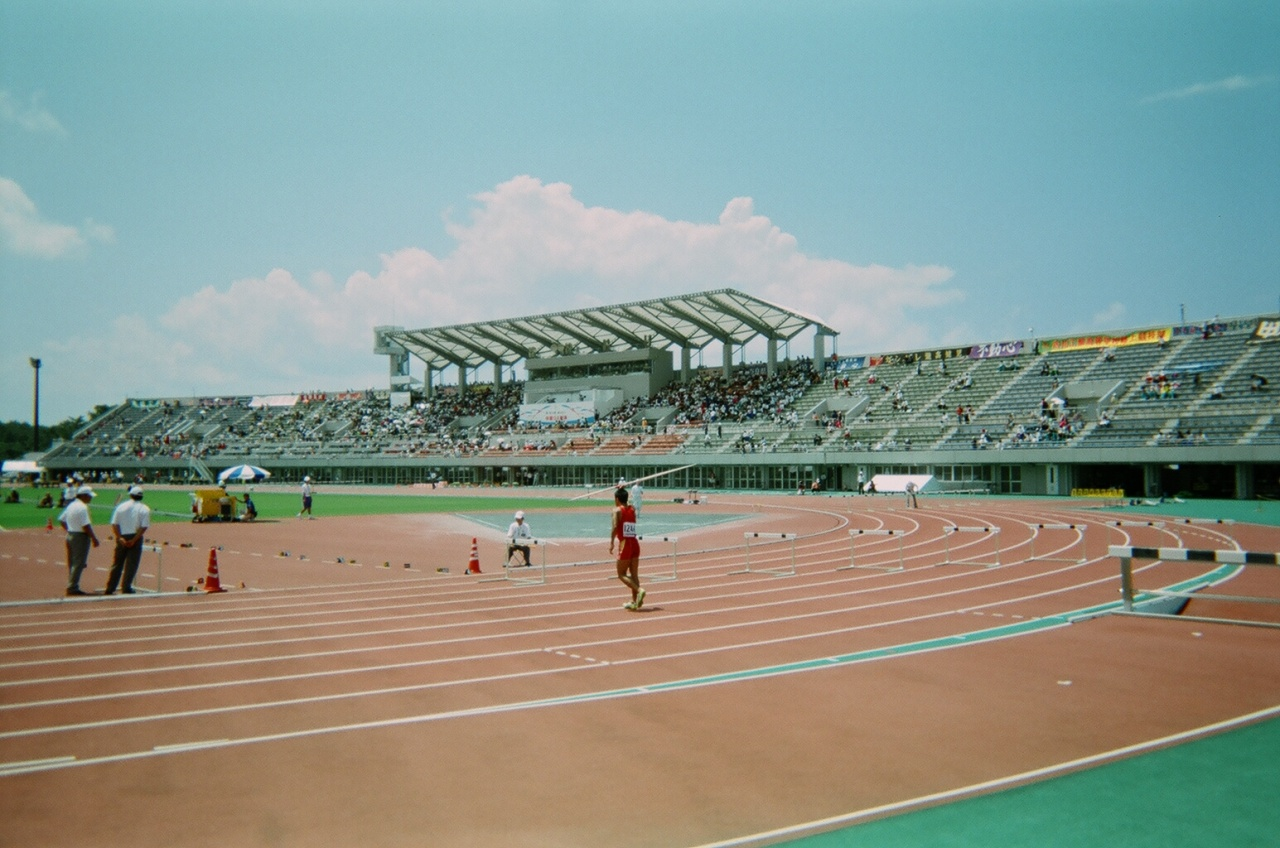
陸上競技場

  - 神在月の「カミアリ」と屋内競技場の「アリーナ」を組み合わせた「カミアリーナ」の愛称を持つ。
- テニスコート